# Art Hodes

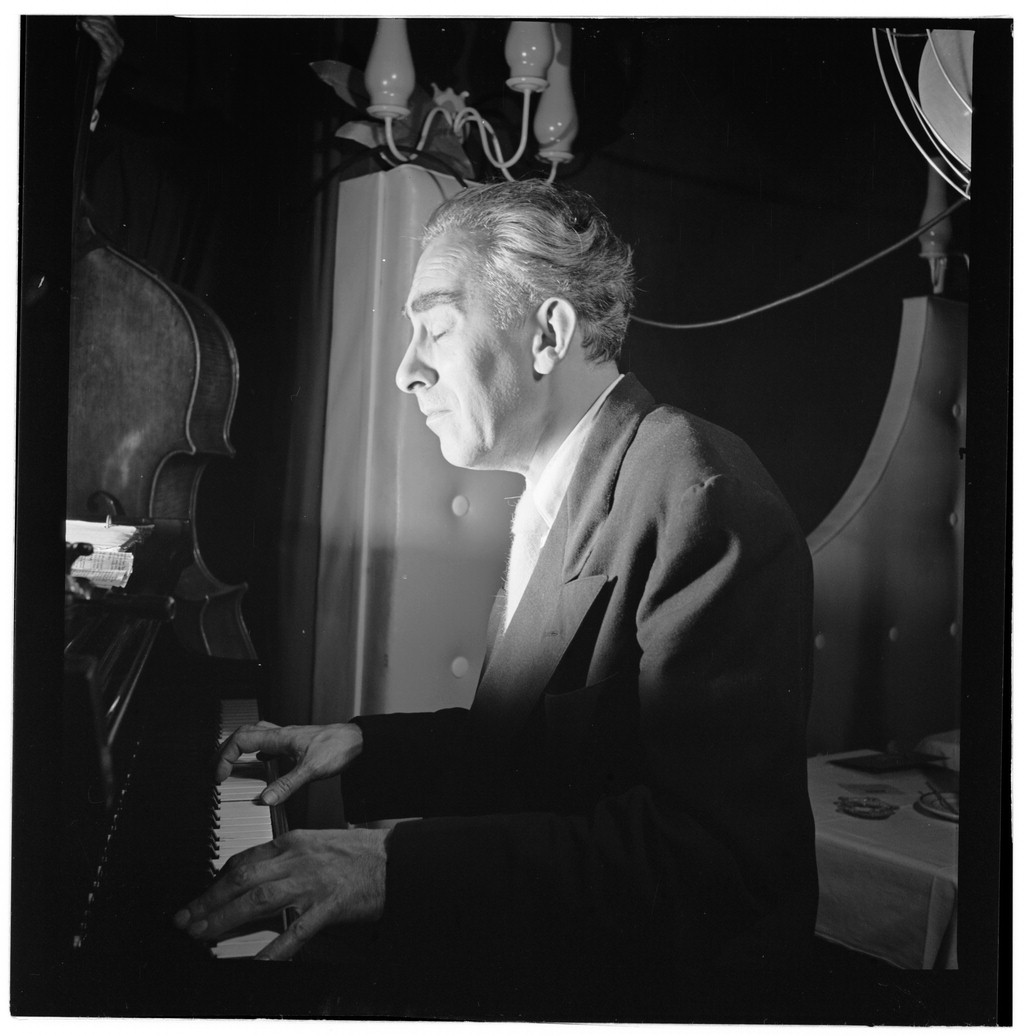
Art Hodes im Club Old South. (Foto: William P. Gottlieb, 1946)

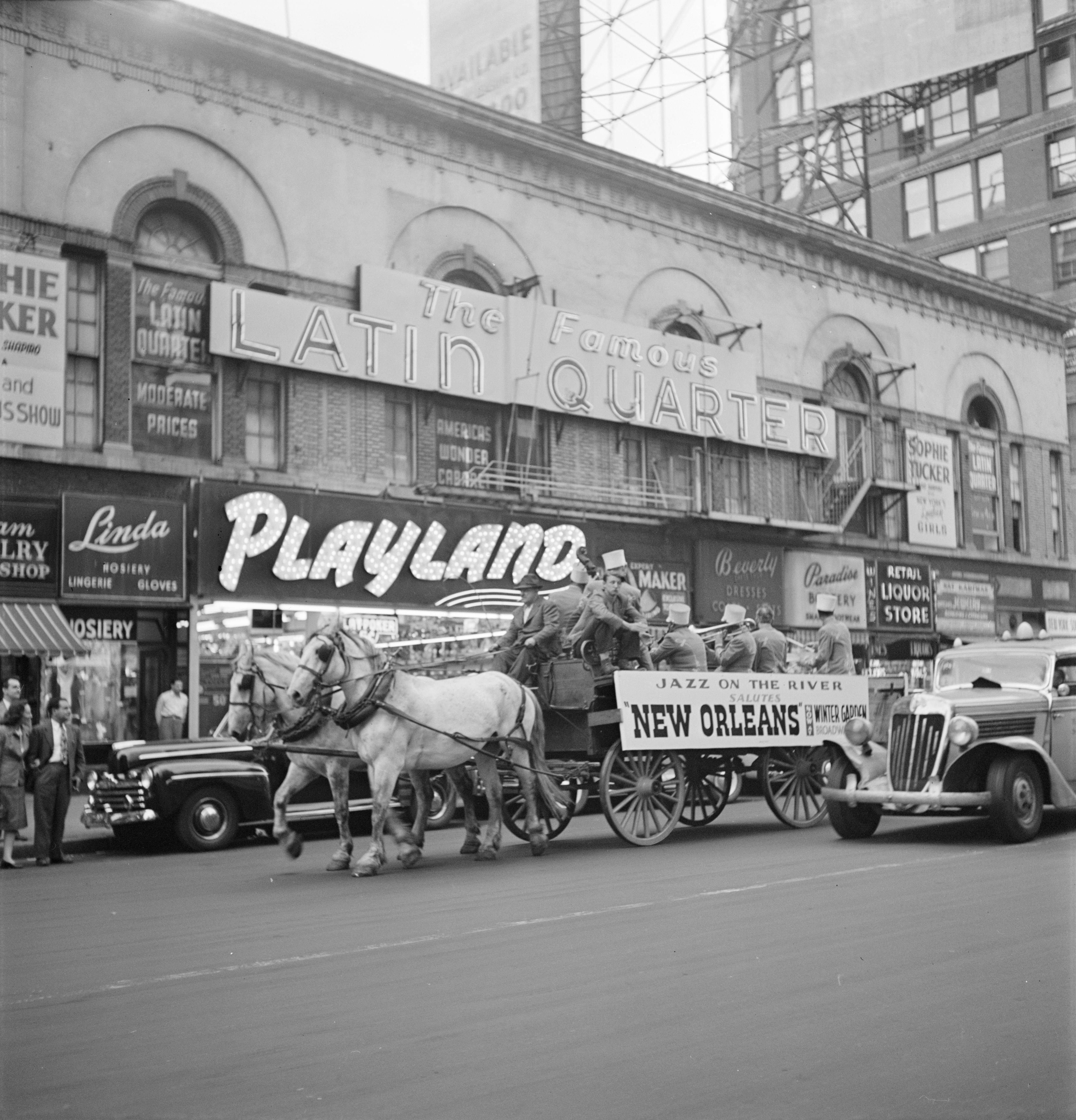
Art Hodes mit Kaiser Marshall, Sandy Williams, Cecil Scott, Henry (Clay) Goodwin auf dem Times Square (Foto: Gottlieb, 1947)

Arthur W. Hodes (* 14. November 1904 in Nikolajew, Russisches Kaiserreich; † 4. März 1993 in Harvey, Illinois, USA) war ein Jazz-Pianist, -Komponist, -Bandleader und -Journalist. Als Barrelhouse-Stilist verknüpfte er „mit souveräner technischer Kontrolle Stilelemente von Jelly Roll Morton, James P. Johnson u. a. mit einer komplexeren Harmonik“. Hodes war der originale Vertreter des Chicago-Jazz, der noch in den 1980er Jahren bis in die 1990er häufig in Deutschland und Europa Konzerte gab.

## Leben und Wirken
Hodes, dessen Familie nach Amerika kam, als er Säugling war, wuchs auf in Chicago, wo er in Jane Addams’ Hull House Klavierunterricht erhielt. Zunächst 1926 spielte er bei den The Wolverines und ab 1927 in verschiedenen Gruppen mit dem Trompeter Wingy Manone, aber auch mit Gene Krupa, Bud Freeman und Frank Teschemacher. Bekannt wurde er mit den Titeln Ross Tavern Boogie und South Side Shuffle. 1938 siedelte er nach New York über, hatte dort eigene Gruppen und wurde Radiomoderator. 1943 bis 1947 gab er die hauptsächlich von Musikern gestaltete Zeitschrift The Jazz Record heraus und er hatte auch 1946/47 ein gleichnamiges Label (Jazz Record (Label)). Zwischen 1944 und 1949 war er als Hauspianist von Blue Note Records bei vielen wichtigen Aufnahmen der traditionelleren Jazzmusiker mit dabei. Seit 1950 lebte er wieder in Chicago, von wo aus er gelegentlich mit Allstar-Gruppen zu Festivals reiste und auch in den Colleges und nach Europa tourte.
Mitte der 1960er hatte er eine eigene, mit einem Emmy preisgekrönte Fernsehserie, die Jazzgeschichte mithilfe berühmter Musikergäste unterhaltsam präsentierte. Ab 1973 konzentrierte er sich zunächst auf eine Lehrtätigkeit in Chicago. 1982 war er auf großer Tournee mit Milt Hinton. In den 1980er-Jahren spielte er oft mit Reimer von Essen (cl) und Trevor Richards (dr), bisweilen auch mit der Frankfurter Barrelhouse Jazzband. Die LP von 1981 Blues to Save the Trees ist ein unschätzbares musikalisches Zeitdokument, das Titelstück ein leiser Protest gegen Abholzung (Startbahn West) und Baumsterben (Saurer Regen).
Insgesamt beträgt die Diskografie von Hodes über 100 Alben, darunter auch Soloalben. 1992 erschien seine Autobiografie Hot Man. Er starb an den Folgen eines Schlaganfalls.

## Diskografische Hinweise

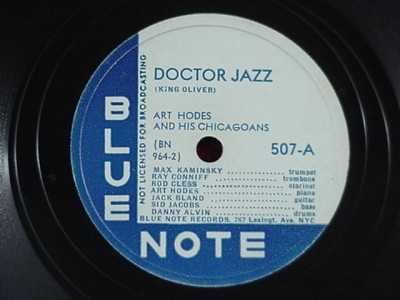
Blue Note-78er von Art Hodes mit Ray Conniff, Rod Cless, Jack Bland, Danny Alvin u. a.: Doctor Jazz

- The Jazz Record Story (Black & White Records / Jazzology, 1943–46)
- Tribute to the Greats (Selmark, 1976–78) solo
- Someone to Watch over Me - Live at Hanratty’s 1981 (Muse Records, 1981) solo
- Pagin’ Mr. Kelly (Candid, 1988)
- Keepin’ Out of Mischief Now (Candid, 1988)
- Art Hodes Blue Five and Six (Jazzology, 1987)

## Trivia
- Als in den späten 1970er Jahren seine Ehefrau Thelma starb, wollte sich Art Hodes aus dem Musikerleben zurückziehen. Er sagte alle Verpflichtungen ab und saß resigniert vor seinem TV-Gerät in Park Forrest bei Chicago. Nach mehreren Monaten kam ein Anruf des Klarinettisten Kenny Davern: „Ich weiß, Du spielst nicht mehr – aber Du mußt mich retten!! Ich habe ein Wochenengagement in Chicago und mein Pianist hat mich sitzen gelassen. Wenn ich nicht auftrete, muß ich eine riesige Konventionalstrafe zahlen – das kann ich mir nicht leisten!!!“

Nach längeren Hin und Her willigte Art ein und fuhr nach Chicago. Nach dem Ersten Set sagte er zu Kenny: „Es geht – ich kann wieder spielen. Es ist herrlich! Wann kommt Dein ursprünglich vorgesehener Pianist?“
„Überhaupt nicht“, grinste Kenny, „ich hatte gar keinen engagiert – ich wollte Dich nur aus Deiner Lethargie holen!“
Und das war ihm gelungen – Art Hodes begann eine neue Karriere, spielte regelmäßig, nahm einige grandiose LPs (auch mit Kenny) auf, schloss im hohen Alter sogar noch eine zweite, sehr glückliche Ehe und ging auf Tournee – im Jazzland in Wien erzählte er mir diese Story … (Axel Melhardt)
- Eine weitere Anekdote betreffend Art Hodes findet man unter Blind John Davis.